# جووانی آندره‌آ آنسالدو
جیوانی آندره‌آ آنسالدو (۱۵۸۴–۱۸ اوت ۱۶۳۸) (به ایتالیایی:Giovanni Andrea Ansaldo) یک نقاش ایتالیایی بود که بیشتر در جنوا کار می‌کرد. آنسالدو فرزند یک تاجر بود، او در وُلتری که امروزه بخشی از جنوا است به دنیا آمد و زیر نظر Orazio Cambiasi و احتمالاً با همکاری برناردو استروتزی آموزش دید.
شمار کمی از کارهای آنسالدو تاریخ دارند آثار او از پیتر پل روبنس، آنتونی فان دیک و جووانی جامباتیستا کرسپی تأثیر پذیرفته‌اند. آنسالدو مسئول چیدمان بازیلیک جنوا بود. احتمالاً پس از مرگ هم در همان بازیلیک دفن شده‌است.

## نگارخانه

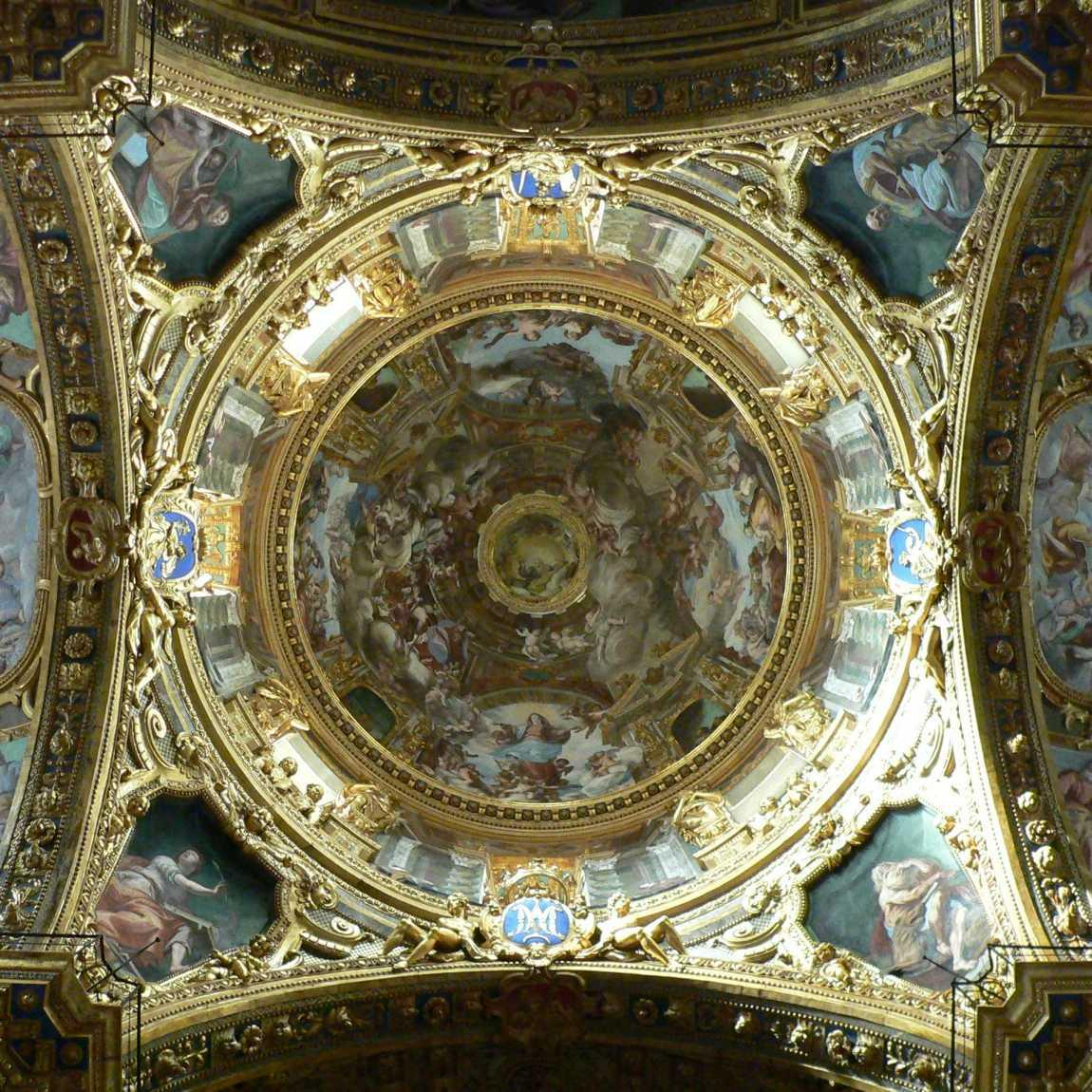
گنبد کلیسای جنوا که آنسالدو بر آن کار می‌کرد.